# Björn Ferry
Björn Ferry (Stensele, 1 de agosto de 1978) é um biatleta sueco, campeão olímpico. 

## Carreira
Björn Ferry representou seu país nos Jogos Olímpicos de 2010, na qual conquistou a medalha de ouro, na perseguição de 12,5km. 